# منشأة بنها
منشأة بنها إحدى قرى مركز بنها التابع لمحافظة القليوبية بجمهورية مصر العربية.

## السكان
بلغ عدد سكان منشأة بنها 6,823 نسمة، حسب الإحصاء الرسمي لعام 2006.